# Museo Casa de Dulcinea
El Museo Casa de Dulcinea es un edificio civil del siglo XVI restaurado y convertido en museo. Está situado en el municipio de El Toboso (Provincia de Toledo, Castilla-La Mancha, España) y recrea la vivienda del personaje ficticio de Dulcinea del Toboso, amor platónico del caballero andante en la novela de Don Quijote de la Mancha de Miguel de Cervantes. La ambientación de las estancias responde a los modelos de las construcciones populares de la época, con multitud de objetos con valor etnográfico. Fue declarado Bien de Interés Cultural el 25 de agosto de 1980.

## Historia
La tradición y la novela de Cervantes sitúa la localidad de El Toboso como un escenario clave de su desarrollo, si bien el inmueble no está directamente conectado con la novela. La reforma del edificio la llevó a cabo el arquitecto José Manuel González Valcárcel entre 1960 y 1967, con la creación del lagar en 1971.
El museo cerró temporalmente al público en la década de los 2000 por reformas.

## Descripción
El edificio es un caserón de labranza manchego tradicional, de usos sociales y vivienda como tal.
En el interior se accede por el zaguán, que conecta las distintas salas: cocina, despensa, bodega, patio, palomar y las escaleras a la planta superior.

## Colección etnográfica

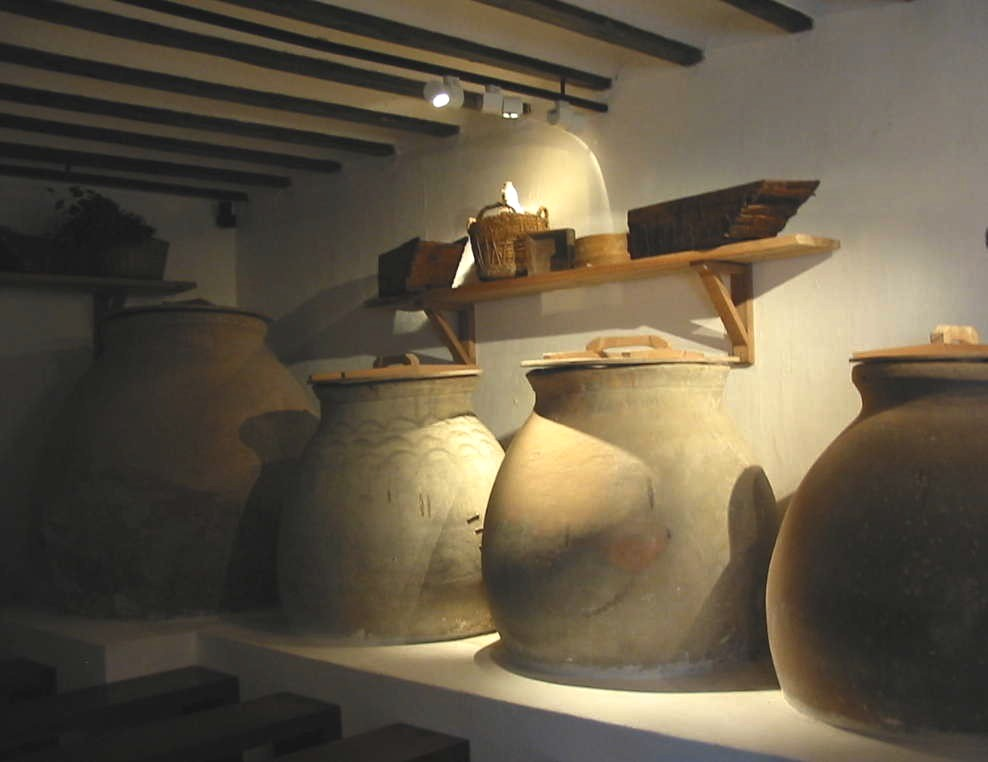
Tinajas en la bodega de la Casa-Museo.

El proyecto museográfico actual tiene el objetivo esencial de relacionar los personajes que aquí confluyen, como Dulcinea y el escritor Miguel de Cervantes.